# Casa de Enrique Nieto
La Casa de Enrique Nieto es un inmueble de estilo art decó situado  en el Ensanche Modernista, en la esquina que forman la Avenida de los Reyes Católicos, 4 y la calle Lope de Vega en la ciudad española de Melilla y forma parte del Conjunto Histórico Artístico de la Ciudad de Melilla, un Bien de Interés Cultural.

## Historia
Fue construido en 1930 y 1932 por los contratistas Zea, Albadalajo y Martínez Rozas según diseño del arquitecto Enrique Nieto para ser su casa y viviendas de alquiler.

## Descripción

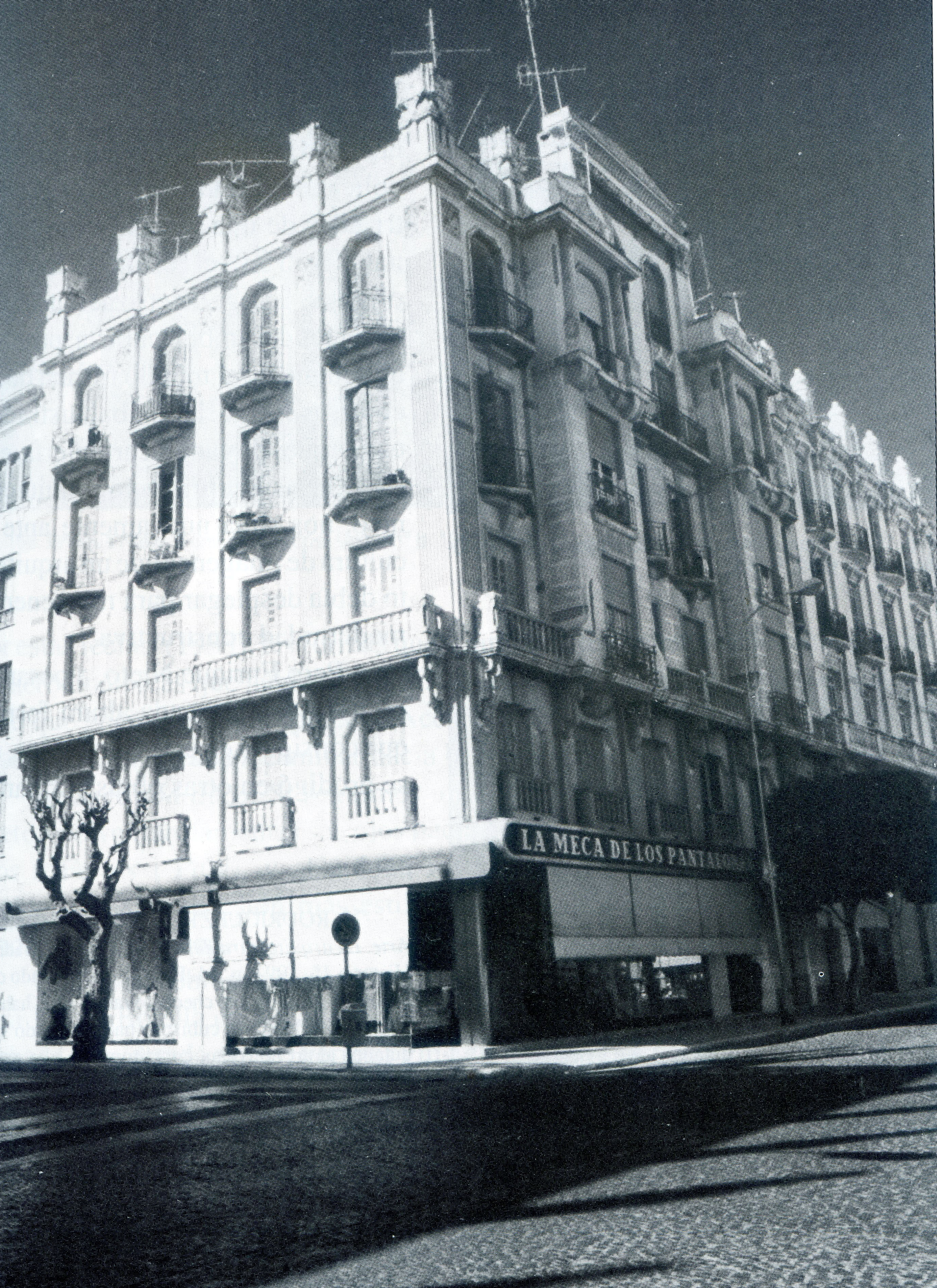

Está construido en ladrillo macizo. Dispone de planta baja, entreplanta, planta principal, dos plantas más y los cuartos de la azotea. Su fachada a la calle Lope de Vega está compuesta de unos bajos bastante austeros, una entreplanta con balconcillos y ménsulas que dan paso a la balconada con balaustradas de la planta principal, contando con balcones en la primera, tapado por árboles, y la segunda, con rejerías, así como las pilastras que flanquean y limitan el edificio y los paños y terminan en coronaciones, contando la fachada principal, a la Avenida de los Reyes Católicos, con miradores que recorren tres plantas y una planta más en la parte central, que ha perdido sus coronamientos.